# Assedio di Buda (1686)
L'assedio di Buda del 1686 fu il secondo tentativo di conquista della città ungherese, in mano turca, da parte dell'armata austriaca, dopo il fallito assedio di due anni prima. L'operazione ebbe luogo nel corso della guerra austro-turca del 1683/89, durò due mesi e mezzo e si concluse con la conquista della capitale ungherese da parte dell'esercito austriaco e la disfatta di quello turco.

## Antefatto

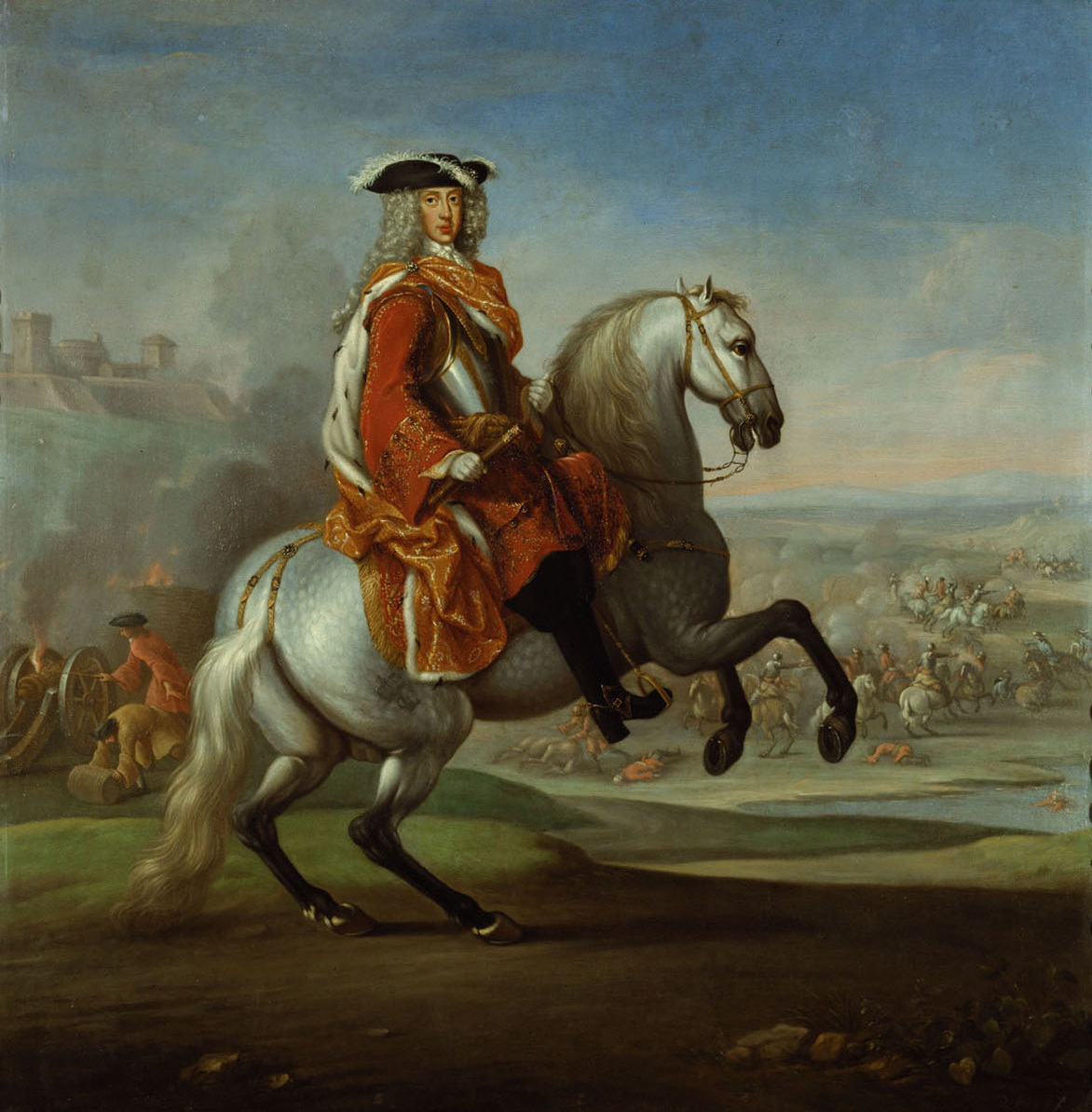
Carlo V, Duca di Lorena

Nel corso della quinta guerra austro-turca, due anni dopo il fallito assedio di Buda del 1684, partì una seconda campagna militare per la conquista della capitale ungherese, alla quale partecipò un esercito di circa 74 000 soldati, una consistenza quasi doppia rispetto a quella del precedente assedio non andato a buon fine. Al comando dell'armata era ancora il duca di Lorena, Carlo V e l'esercito di rinforzo turco agli assediati era ancora al comando di Abdurrahman Abdi Pascià. L'armata imperiale, oltre ai soldati austriaci era composta da tedeschi, ungheresi, cechi, italiani, francesi, svedesi ed altri volontari europei.

## Sviluppo e conclusione delle operazioni

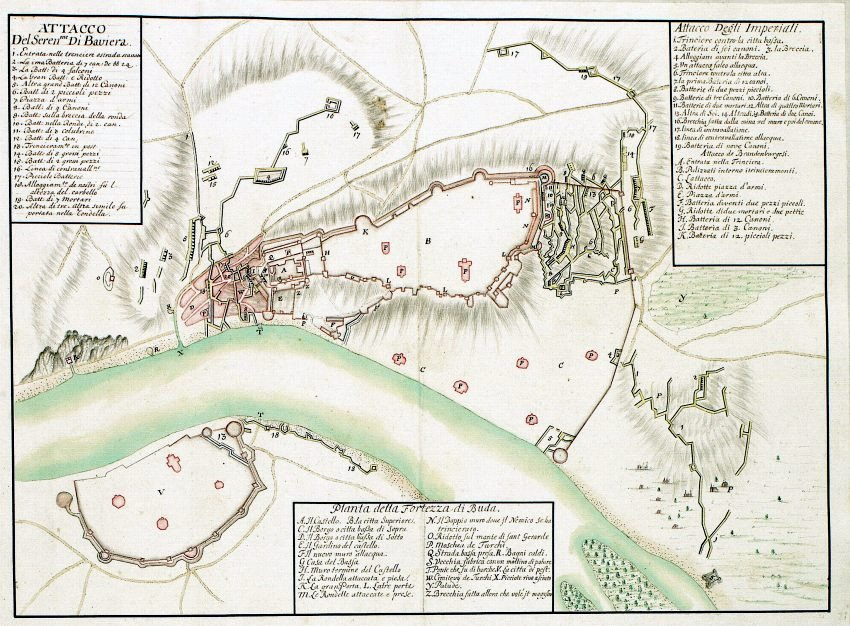
Pianta dell'assedio di Buda 1686 (scala 1:10.000)

L'assedio ebbe inizio a metà giugno. A metà agosto un esercito di rinforzo turco al comando di Sarı Süleyman Pascià si presentò davanti a Buda ma il comandante turco temeva lo scontro con l'armata assediante. Quest'ultima riuscì quindi il 2 settembre 1686 a conquistare la città fortificata.
Durante l'assalto finale furono i dragoni del principe Eugenio di Savoia a coprire le spalle all'esercito imperiale dai possibili attacchi dell'esercito turco di Sarı Süleyman Pascià.

### Le violenze contro gli abitanti
Dopo che la città fu espugnata l'odio e la collera dei soldati dell'esercito vittorioso si scaricarono sugli odiati “infedeli”. Si calcola che la carneficina che seguì l'irruzione dell'esercito vincitore in Buda sia costata circa 3 000 vittime. La minaccia turca, che nella coscienza dell'Europa di allora per secoli si era radicata, la collera diffusa nel continente per le atrocità dei turchi perpetrate contro le popolazioni civili e ravvivata anche dall'odio religioso si scaricarono ora sugli occupanti e sugli abitanti di Buda. Le truppe imperiali si scatenarono non solo contro i turchi ma anche contro gli ebrei di Buda: pare infatti che tre giorni dopo la conquista della città, la comunità ebraica che vi abitava fosse stata praticamente annientata.

## Conseguenze

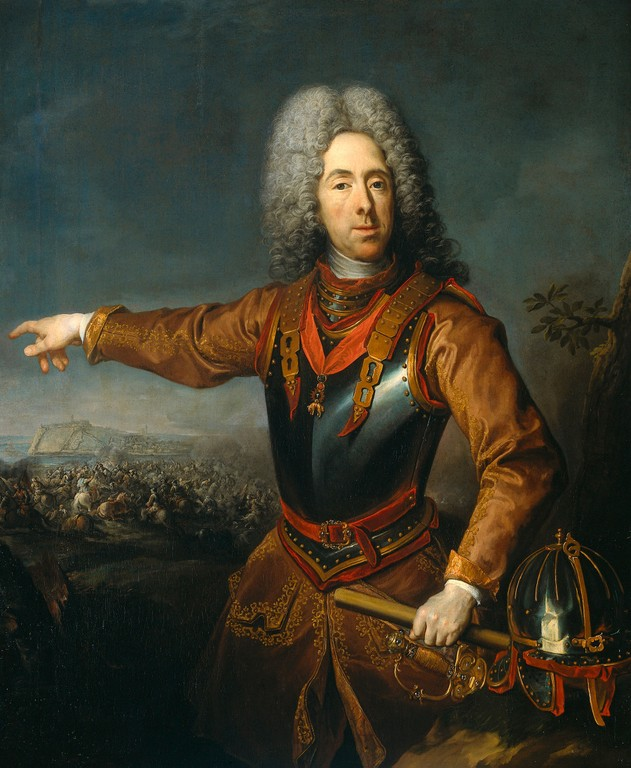
Eugenio di Savoia

Alla conquista di Buda fece seguito un anno dopo la vittoria di Mohács (12 agosto 1687). Queste due vittorie consentirono la liberazione dal dominio turco dell'intera Ungheria.
Il ceto nobiliare del parlamento di Bratislava, il 9 dicembre 1687 riconobbe il diritto alla successione al trono ungherese da parte del solo novenne arciduca d'Austria Giuseppe. Inoltre gli ungheresi si impegnarono esplicitamente da quel momento in avanti ad incoronarlo mentre il padre era ancora in vita e contemporaneamente a rinunciare al loro diritto a resistere-contraddire (jus resistendi/jus contradicendi) il re.